# Capitolo del trionfo di Cristo (Colonna)

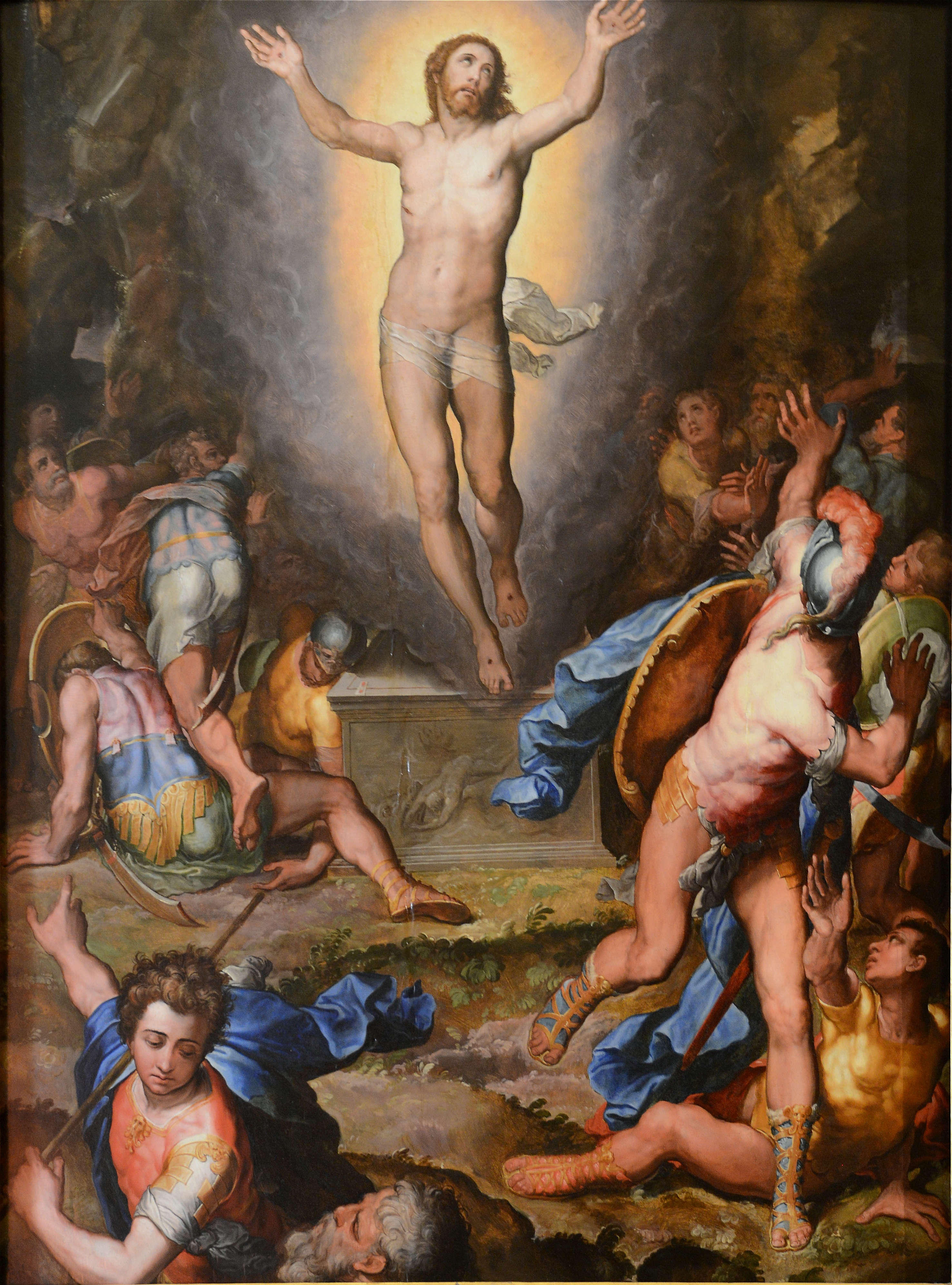
Marco Pino, Zmartwychwstanie Chrystusa

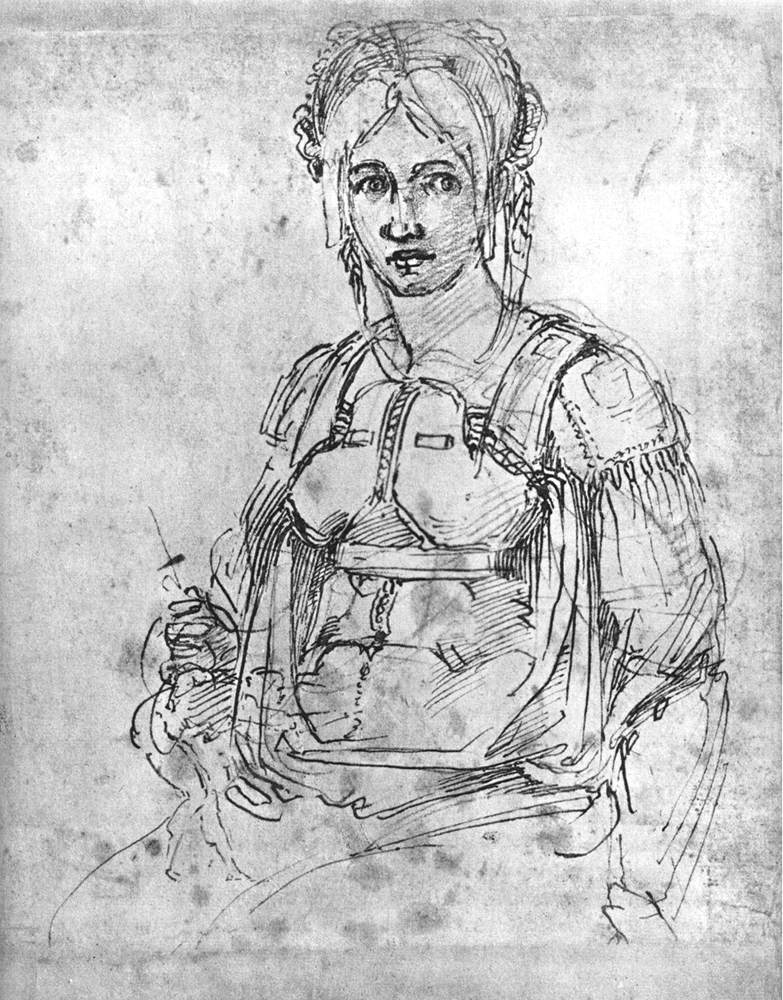
Michał Anioł, Portret Vittorii Colonny

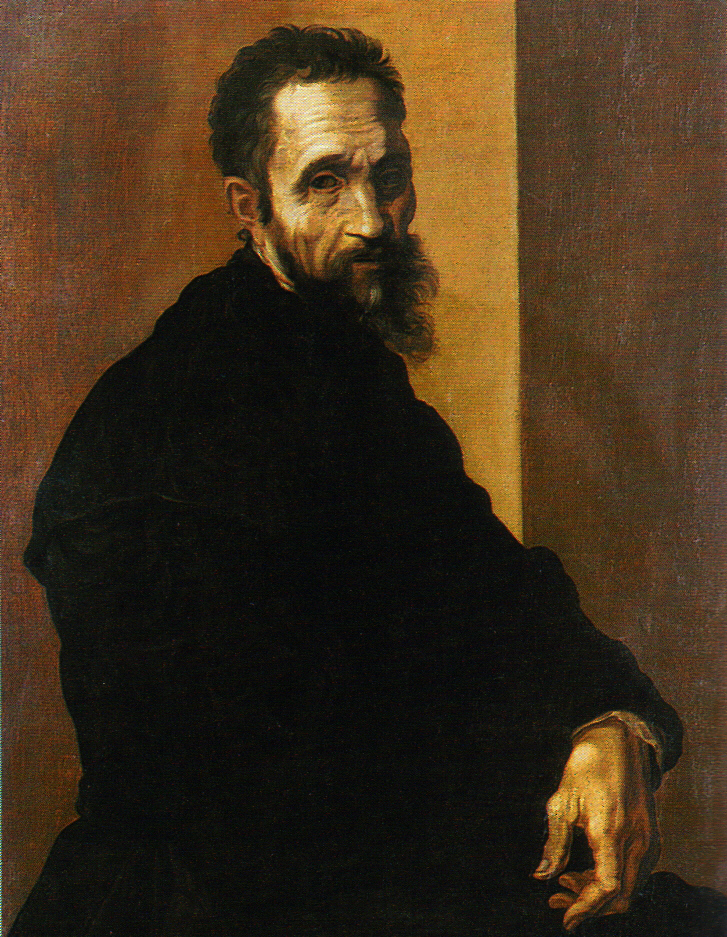
Jacopino del Conte, Portret Michała Anioła

Capitolo del trionfo di Cristo – poemat renesansowej włoskiej arystokratki i poetki Vittorii Colonny. Poemat wykazuje wpływy nauczania Girolama Savonaroli. Jeden z odpisów wiersza był w posiadaniu przyjaciela poetki, rzeźbiarza Michała Anioła Buonarrotiego.
Utwór jest napisany tercyną, czyli strofą trójwersową rymowaną aba bcb cdc..., znaną między innymi z Boskiej komedii Dantego Alighieri. Poemat liczy 145 linijek.

Poichè ’l mio Sol, d’ eterni raggi cinto,
Nel bel cerchio di latte fè ritorno,
Dalla propria virtute alzato e spinto;
Già sette volte avea girato intorno
I segni, ove ne fa cangiar stagione,
Chi porta seco in ogni parte il giorno;
E lasciando ’l nemico d’ Orione,
Spronando i suoi corsier, leggier entrava
Ad albergar col suo saggio Chirone.